# オリバー・フィンク
オリヴァー・フィンク(1982年6月6日 - )は、西ドイツ・ヒルシャー出身の元サッカー選手。ポジションはMF。

## 経歴
2006-2007シーズンに、レギオナルリーガのSpVggウンターハヒンクに移籍した。
2009年にフォルトゥナ・デュッセルドルフに移籍した。2016-17シーズンよりチームキャプテンを務める。2017年10月20日、第11節のSVダルムシュタット98戦では開始2分でエミル・クヨヴィッチの得点をアシストした。
2020-2021シーズンからはセカンドチームを主戦場としており、2022年からはチームのユースセンターの強化を担う予定。

## タイトル
フォルトゥナ・デュッセルドルフ
- 2. ブンデスリーガ : 2017-18